# 杜布罗夫尼克的拉扎雷托斯
杜布罗夫尼的克拉扎雷托斯是一组相互连接的建筑，位于距离杜布罗夫尼克城墙300米的地方，曾经是拉古萨共和国的检疫站。

## 历史
拉古萨共和国是一个活跃的商业城市国家，因此与世界各地的人和货物接触，因此必须采取预防性卫生措施，保护其公民免受地中海和巴尔干各国因卫生不良而爆发的各种流行病的影响。14世纪至18世纪是欧洲和亚洲鼠疫和霍乱流行最严重的时期。老编年史写道，中东流行病的主要原因是“缺乏任何卫生意识”。考虑到当时医生推荐的治疗各种传染病的制剂，如醋、硫磺和大蒜，效果不佳，人们想到了通过隔离感染者来阻止流行病传播的想法。
1377年7月27日，共和国议会通过了一项法令，引入了检疫措施，以防止传染病的传播。根据这项措施，所有来自“可疑地区”的商人、海员和货物，如果没有在偏远、无人居住的Mrkan岛、Bobara岛和Supetar岛上的检疫站呆上一个月，就不能进入城市。这些隔离最初是在室外进行的，但由于天气条件几乎与疾病一样致命，政府决定建造一些木制住所（木制以便在需要时焚烧）。 这一决定是在1348年杜布罗夫尼克爆发瘟疫，导致数千公民死亡后作出的。这项法令发表在杜布罗夫尼克的法律手册中，即所谓的绿皮书（拉丁文：Liber viridis）：“来自鼠疫疫源地受感染地区的任何人不得进入拉古萨或其领土”（Veniens de locis pestiferis non intret Ragusium nel districtum）。
1397年，大议会通过了一项新法令 -“根据1397年通过的针对来自鼠疫肆虐地区的人的法令” （De ordinibus contra eos qui veniunt de locis pestiferis anno 1397 factis），该法令确定了隔离的时间和地点，对肇事者进行处罚，并命令任命三名名名为卡卡莫蒂的医疗官员监督隔离规定的执行和遵守情况。不遵守该法令规定者处罚金100达卡或监禁和严重体罚。惩罚只适用于平民。此外，一项法令禁止在整个疫情期间从农村进口货物。
在15世纪，隔离设施移到离城市较近的地方，因为奥斯曼帝国可以利用这些设施作为袭击城市的基地。到了15世纪中叶，检疫所已成为一个复杂的机构，雇用了抄写员、两名警卫、掘墓人、两名清洁工，此外，自1457年瘟疫爆发以来，还雇用了神父、理发师和两个卡卡莫蒂。1430年，格拉达克公园的一些房屋被用作检疫设施。1457年，建筑商Mihoč Radi 在Danča 海滩附近修建了一座扎雷托斯和一座天主教堂。这个拉扎雷托的良好组织使卡瓦塔附近岛屿上的隔离措施得以彻底放弃。这个隔离设施有自己的外科医生，代替了巴伯和两个卡卡莫蒂。1526年，杜布罗夫尼克遭遇了最严重的瘟疫暴发，使该市完全瘫痪，政府逃离了该市。。
洛克魯姆島的大型拉扎雷托斯始建于1533年，于16世纪末竣工。1590年，政府开始在普洛切（Ploče）修建拉扎雷托。工程于1642年完工。它包含10栋多层建筑（5栋用于货物，5栋用于人员），由5个内部庭院连接。拉扎雷托斯有五个区域和五栋住宅，供必须接受检疫的乘客使用。每一边都有卫兵的塔楼和奥斯曼特使的公寓，奥斯曼特使是访问杜布罗夫尼克的奥斯曼臣民的法官。
随着拉扎雷托斯的修建，流行病得到了显著抑制，最近一次爆发于1815-1816年。 1808年拉古萨共和国垮台后，拉扎雷托斯用于隔离来自内巴尔干半岛内陆来到杜布罗夫尼克的商人，后来用于军事目的。在19世纪下半叶和第一次世界大战结束时，拉扎雷托斯两度遭到火灾破坏。在第一次翻修之后，庭院中的连拱廊面向大海的大门都用砖砌起来了。
今天，拉扎雷托斯用于娱乐、贸易和娱乐。 2017年7月7日，区域发展部和欧盟基金向杜布罗夫尼克市提供了3380万库纳，用于“杜布罗夫尼克的拉扎雷托斯创意街区”项目（Lazareti – kreativna četvrt Dubrovnika）。[7] 

## 建筑
拉扎雷托斯于1590年至1642年期间分阶段建造。起初，为船员和商队同伴建造了三个庭院和一些有顶的门廊和住所。后来又增加了两个庭院和建筑。每个院子都有一扇面向海边的门，用来从船上卸货。院子两侧都有隐蔽的门廊和大型连拱廊，用于存放货物。连拱廊和庭院构成了拉扎雷托斯的底层。楼梯从这些底楼的庭院通向上层的大型庭院，其中修建了小型住宅，用于容纳必须经过检疫的乘客。这些建筑的租户同时也是拱廊中储存货物的监护人。每个建筑物都有一扇小窗户，以便船员可以照看储存的货物。1633年扩建后，拉扎雷托斯有五个庭院，十个门廊，上院有十栋住宅，其中九栋为底层，一栋为单层。